# Mistrovství Evropy v plaveckých sportech 2022
Mistrovství Evropy v plaveckých sportech za rok 2022 proběhlo v Římě, Itálie ve dnech 11. až 21. srpna 2022.
Soutěže
- Plavání
- Plavání na otevřené vodě
- Skoky do vody
- Skoky do vody z velkých výšek
- Umělecké plavání